# Push the Limits
Push the Limits è un singolo del gruppo musicale tedesco Enigma, pubblicato nel 2000 ed estratto dall'album The Screen Behind the Mirror.

## Tracce
1. Radio Edit
2. ATB Remix
3. Album Version
4. ATB Radio Remix